# 조 손턴
조 손턴(영어: Joe Thornton)으로 알려진 조지프 에릭 손턴(영어: Joseph Eric Thornton, 1979년 7월 2일~)은 캐나다의 전직 아이스하키 선수이다. 포지션은 센터로 내셔널 하키 리그(NHL)의 보스턴 브루인스, 산호세 샤크스, 토론토 메이플리프스, 플로리다 팬서스에서 뛰었다. 1997년 NHL 드래프트에서 전체 1위로 보스턴 브루인스의 지명을 받으며 프로 선수 경력을 시작했다. 그는 보스턴 소속으로 7시즌 동안 뛰었고 그 중 3시즌은 팀의 주장을 맡았다. 2005-06 시즌 도중 산호세 샤크스로 트레이드 되었으며 이적 첫 시즌에 리그 최고 득점상인 아트 로스 트로피와 리그 최우수 선수상인 하트 메모리얼 트로피를 받았다. 그는 복수의 팀에서 뛴 시즌에 아트 로스 트로피와 하트 메모리얼 트로피를 수상한 유일한 선수가 되었다. 이후 샤크스에서 14시즌 동안 활동했고 그 중 4시즌 동안 주장을 맡았다. 2016년에는 스탠리 컵 결승전 진출에 기여했고 토론토 메이플리프스와 플로리다 팬서스에서 활동했다. 손턴은 1990년대에 활동한 경험이 있는 마지막 NHL 선수이다.

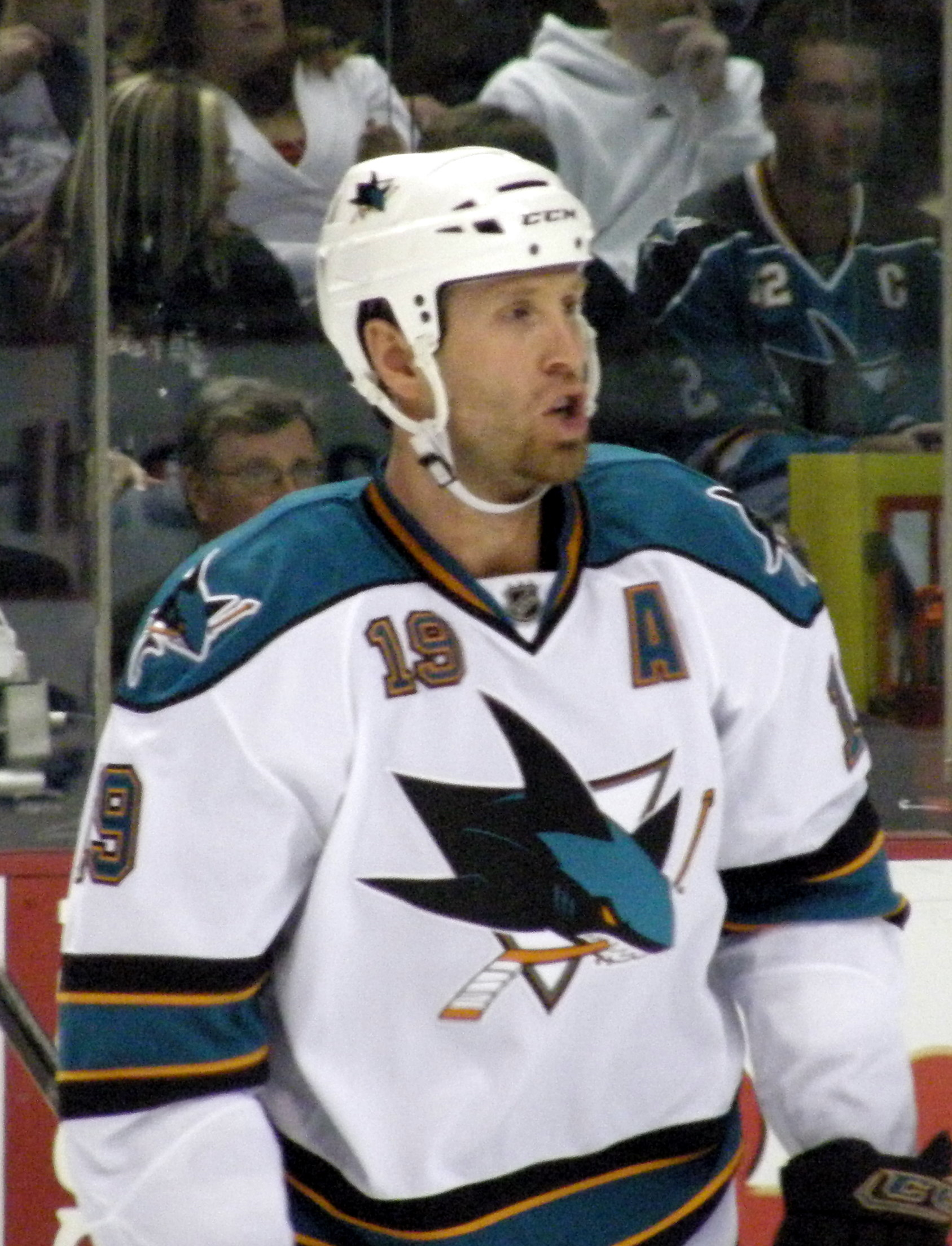
2010년의 손턴

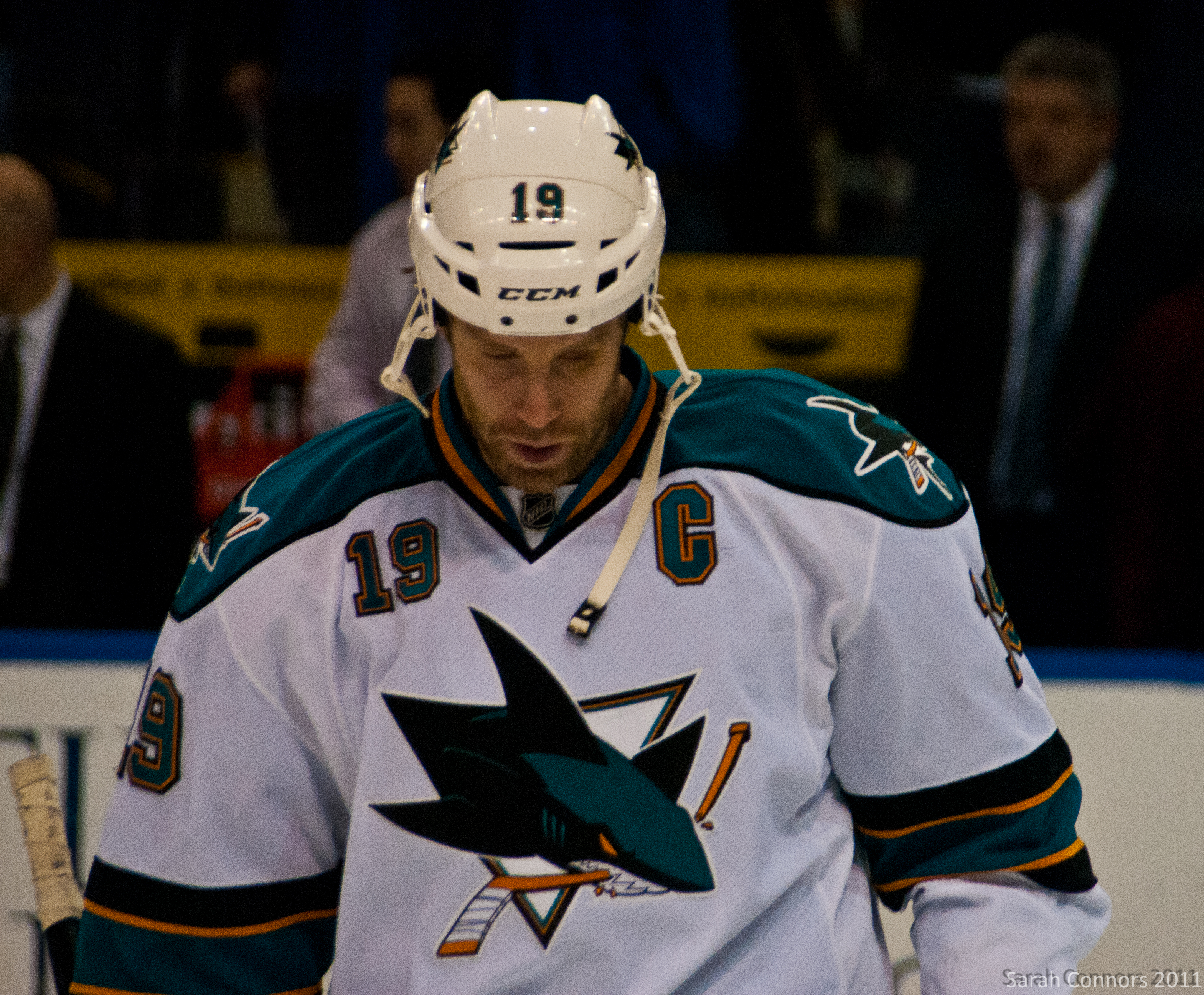
2011년의 손턴

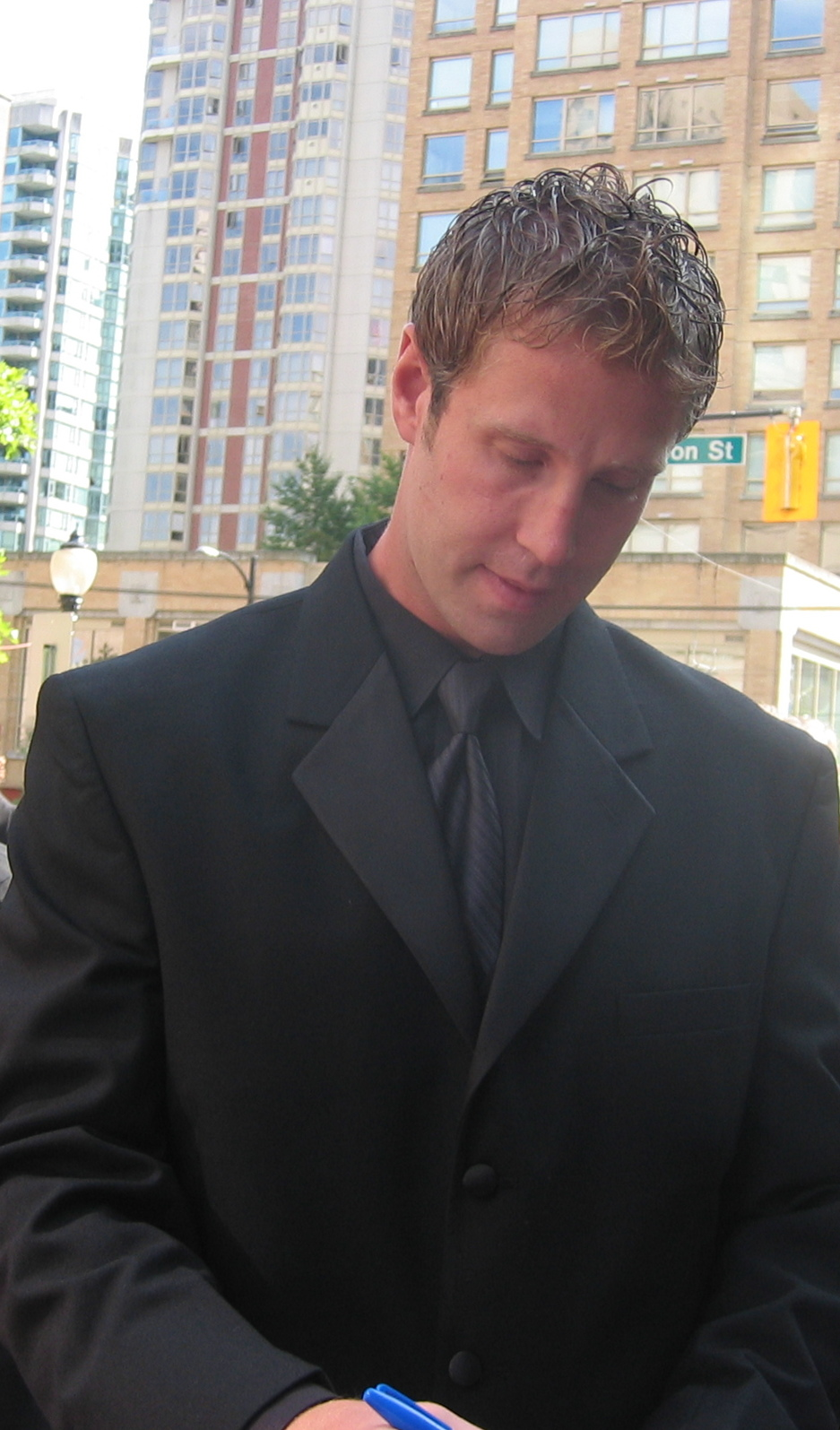
2006년 NHL 시상식 당시의 손턴